# مرغ توفان تریسترام
مرغ توفان تریسترام(نام علمی: Oceanodroma tristrami) نام یک گونه از سرده اقیانوس‌روها است.